# 热讷伊韦尔尼
热讷伊韦尔尼（法語：Gennes-Ivergny，法語發音：[ʒɛn ivɛʁɲi]）是法国上法兰西大区加来海峡省的一个市镇，属于阿拉斯区。

## 地理
热讷伊韦尔尼（50°15'48"N, 2°2'49"E）面积10.98 平方千米，位于法国上法蘭西大區加来海峡省，该省份为法国北部沿海省份，西北濒北海，南至索姆省，东临北部省。
与热讷伊韦尔尼接壤的市镇（或旧市镇、城区）包括：方丹莱塔隆、勒蓬谢勒、克-欧迈尼勒、托朗、沃村、布夫莱尔、科蒙、欧蒂河畔维斯。
热讷伊韦尔尼的时区为UTC+01:00、UTC+02:00（夏令时）。

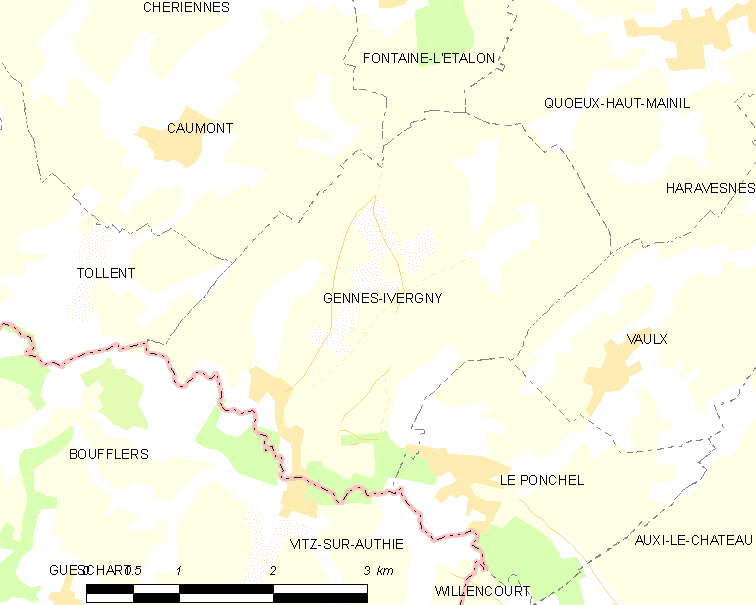
热讷伊韦尔尼的OSM定位图

## 行政
热讷伊韦尔尼的邮政编码为62390，INSEE市镇编码为62370。

## 政治
热讷伊韦尔尼所属的省级选区为欧克西堡县。

## 人口

1962-2008年间热讷伊韦尔尼人口变化图示

热讷伊韦尔尼于2022年1月1日时的人口数量为123人。